# Vòng loại Giải vô địch bóng đá thế giới 2026 – Khu vực châu Âu (Bảng L)
Vòng loại Giải vô địch bóng đá thế giới 2026 khu vực châu Âu – Bảng L là một trong 12 bảng đấu của UEFA tại vòng loại Giải vô địch bóng đá thế giới để xác định những đội tuyển giành quyền tham dự giải vô địch bóng đá thế giới 2026 tại Canada, Mexico và Hoa Kỳ. Bảng L bao gồm 5 đội tuyển: Croatia, Séc, Quần đảo Faroe, Gibraltar và Montenegro. Các đội sẽ thi đấu với nhau trên sân nhà và sân khách theo thể thức vòng tròn tính điểm từ tháng 3 đến tháng 11 năm 2025. Tuy nhiên, vì Croatia đã tham dự vòng tứ kết Nations League A vào tháng 3 nên đội tuyển này sẽ bắt đầu chiến dịch vòng loại vào tháng 6 năm 2025. 
Đội nhất bảng sẽ trực tiếp giành quyền tham dự World Cup 2026, còn đội nhì bảng sẽ tiến vào vòng 2 (vòng play-off).

## Bảng xếp hạng
| VT | Đội            | ST | T | H | B | BT | BB | HS  | Đ | Giành quyền tham dự |         | Séc   | Croatia | Montenegro | Quần đảo Faroe | Gibraltar |
| -- | -------------- | -- | - | - | - | -- | -- | --- | - | ------------------- | ------- | ----- | ------- | ---------- | -------------- | --------- |
| 1  | Séc            | 4  | 3 | 0 | 1 | 9  | 6  | +3  | 9 | FIFA World Cup 2026 |         | —     | 9 th10  | 2–0        | 2–1            | 17 th11   |
| 2  | Croatia        | 2  | 2 | 0 | 0 | 12 | 1  | +11 | 6 | Vòng 2              |         | 5–1   | —       | 8 th9      | 14 th11        | 12 th10   |
| 3  | Montenegro     | 3  | 2 | 0 | 1 | 4  | 3  | +1  | 6 |                     |         | 5 th9 | 17 th11 | —          | 1–0            | 3–1       |
| 4  | Quần đảo Faroe | 3  | 1 | 0 | 2 | 3  | 4  | −1  | 3 |                     | 12 th10 | 5 th9 | 9 th10  | —          | 2–1            |           |
| 5  | Gibraltar      | 4  | 0 | 0 | 4 | 2  | 16 | −14 | 0 |                     | 0–4     | 0–7   | 14 th11 | 8 th9      | —              |           |

## Các trận đấu
Lịch thi đấu được công bố bởi UEFA sau khi bốc thăm. Thời gian là CET/CEST, được liệt kê bởi UEFA (giờ địa phương, nếu có sự khác biệt, sẽ được hiển thị trong ngoặc đơn).
| Montenegro                             | 3-1                             | Gibraltar  |
| -------------------------------------- | ------------------------------- | ---------- |
| - Jovetić 22' - Tući 70' - Marušić 73' | Chi tiết (FIFA) Chi tiết (UEFA) | - Bent 13' |

| Séc               | 2-1                             | Quần đảo Faroe  |
| ----------------- | ------------------------------- | --------------- |
| - Schick 25', 85' | Chi tiết (FIFA) Chi tiết (UEFA) | - Vatnhamar 83' |

| Gibraltar | 0-4                             | Séc                                                 |
| --------- | ------------------------------- | --------------------------------------------------- |
|           | Chi tiết (FIFA) Chi tiết (UEFA) | - Černý 21' - Schick 50' - Šulc 72' - Kliment 90+5' |

| Montenegro  | 1-0                             | Quần đảo Faroe |
| ----------- | ------------------------------- | -------------- |
| - Kuč 90+6' | Chi tiết (FIFA) Chi tiết (UEFA) |                |

| Séc                       | 2-0                             | Montenegro |
| ------------------------- | ------------------------------- | ---------- |
| - Hložek 23' - Schick 65' | Chi tiết (FIFA) Chi tiết (UEFA) |            |

| Gibraltar | 0-7                             | Croatia                                                                           |
| --------- | ------------------------------- | --------------------------------------------------------------------------------- |
|           | Chi tiết (FIFA) Chi tiết (UEFA) | - Pašalić 28' - Budimir 30' - Ivanović 60', 63' - Perišić 73' - Kramarić 77', 79' |

| Quần đảo Faroe                       | 2-1                             | Gibraltar     |
| ------------------------------------ | ------------------------------- | ------------- |
| - Frederiksberg 71' - Johannesen 86' | Chi tiết (FIFA) Chi tiết (UEFA) | - Scanlon 23' |

| Croatia                                                                      | 5-1                             | Séc          |
| ---------------------------------------------------------------------------- | ------------------------------- | ------------ |
| - Kramarić 42', 75' - Modrić 62' (ph.đ.) - Perišić 68' - Budimir 72' (ph.đ.) | Chi tiết (FIFA) Chi tiết (UEFA) | - Souček 58' |

| Quần đảo Faroe | v                               | Croatia |
| -------------- | ------------------------------- | ------- |
|                | Chi tiết (FIFA) Chi tiết (UEFA) |         |

| Montenegro | v                               | Séc |
| ---------- | ------------------------------- | --- |
|            | Chi tiết (FIFA) Chi tiết (UEFA) |     |

| Gibraltar | v                               | Quần đảo Faroe |
| --------- | ------------------------------- | -------------- |
|           | Chi tiết (FIFA) Chi tiết (UEFA) |                |

| Croatia | v                               | Montenegro |
| ------- | ------------------------------- | ---------- |
|         | Chi tiết (FIFA) Chi tiết (UEFA) |            |

| Séc | v                               | Croatia |
| --- | ------------------------------- | ------- |
|     | Chi tiết (FIFA) Chi tiết (UEFA) |         |

| Quần đảo Faroe | v                               | Montenegro |
| -------------- | ------------------------------- | ---------- |
|                | Chi tiết (FIFA) Chi tiết (UEFA) |            |

| Quần đảo Faroe | v                               | Séc |
| -------------- | ------------------------------- | --- |
|                | Chi tiết (FIFA) Chi tiết (UEFA) |     |

| Croatia | v                               | Gibraltar |
| ------- | ------------------------------- | --------- |
|         | Chi tiết (FIFA) Chi tiết (UEFA) |           |

| Gibraltar | v                               | Montenegro |
| --------- | ------------------------------- | ---------- |
|           | Chi tiết (FIFA) Chi tiết (UEFA) |            |

| Croatia | v                               | Quần đảo Faroe |
| ------- | ------------------------------- | -------------- |
|         | Chi tiết (FIFA) Chi tiết (UEFA) |                |

| Séc | v                               | Gibraltar |
| --- | ------------------------------- | --------- |
|     | Chi tiết (FIFA) Chi tiết (UEFA) |           |

| Montenegro | v                               | Croatia |
| ---------- | ------------------------------- | ------- |
|            | Chi tiết (FIFA) Chi tiết (UEFA) |         |

## Cầu thủ ghi bàn
Đang có 30 bàn thắng ghi được trong 8 trận đấu, trung bình 3.75 bàn thắng mỗi trận đấu (tính đến ngày 9 tháng 6 năm 2025).
4 bàn
- Andrej Kramarić
- Patrik Schick

2 bàn
- Ante Budimir
- Franjo Ivanović
- Ivan Perišić

1 bàn
- Luka Modrić
- Mario Pašalić
- Václav Černý
- Adam Hložek
- Jan Kliment
- Tomáš Souček
- Pavel Šulc
- Dan Bent
- James Scanlon
- Stevan Jovetić
- Edvin Kuč
- Adam Marušić
- Marko Tući
- Árni Frederiksberg
- Patrik Johannesen
- Gunnar Vatnhamar